# Surschyk
Surschyk oder Surshyk (ukrainisch суржик ‚Mehlmischung‘, wissenschaftliche Transliteration Suržyk) ist die Bezeichnung für eine Mischsprache auf der Grundlage des Ukrainischen und des Russischen, die in bestimmten Regionen der Ukraine und angrenzenden Ländern verwendet wird.

## Beschreibung
Ursprünglich bezeichnete Surschyk eine Mischung aus Weizen, Roggen, Gerste, Hafer oder ähnlichen Getreiden sowie das daraus hergestellte Mehl. Heute gibt es keine einheitliche Definition zum Begriff Surschyk, meist jedoch wird damit eine Mischung aus dem Ukrainischen und dem Russischen gemeint. Wolodymyr Rafejenko definiert Surschyk als den „ostukrainischen Dialekt des Ukrainischen“. Der Anteil von ukrainischen oder russischen Merkmalen ist bei jedem Sprecher individuell. Im Unterschied zu den Übergangsdialekten gibt es im Surschyk keinen Usus.
Surschyk weist erhebliche Unterschiede in verschiedenen Regionen der Ukraine auf. Daher schlagen einige Forscher (z. B. Bilaniuk, Mečkovskaja usw.) verschiedene Varianten von Suržyk vor. Andere dagegen (z. B. Flier) stellen diese Unterteilung in Frage.
Vor allem nationalistische Ukrainer haben eine negative Einstellung zum Surschyk. Der ukrainische Schriftsteller Jurij Andruchowytsch bezeichnete Suržyk in einem Interview als „dieser nette Bastard“, „Blutschandekind des Bilingualismus“. Deswegen verwenden einige Sprachwissenschaftler (wie z. B. Gerd Hentschel) für Surschyk die neutrale Bezeichnung „ukrainisch-russische gemischte Rede“, abgekürzt als URGR.

## Gründe für die Entstehung
Die Entstehung des Surschyk ist zum einen ein Ergebnis der Bevorzugung des Russischen in der Ukrainischen Sowjetrepublik, zum anderen ein Resultat der Migration innerhalb der damaligen Ukrainischen SSR: In den 1930er Jahren und nochmals verstärkt nach dem Zweiten Weltkrieg wanderten viele Westukrainer in die Industriestädte der Ostukraine aus.
Die Westukrainer, die meist die russische Sprache kaum beherrschten, produzierten beim Versuch, Russisch zu sprechen, eine Sprachvarietät, die sich lautlich und teilweise auch in der Grammatik an das Ukrainische anlehnte, deren Wortschatz aber im Wesentlichen aus russischen Wörtern bestand. Auch ukrainische Vokabeln in russischer Lautung können beobachtet werden, z. B. „rok“ für „rik“.
In der Westukraine, die erst ab 1921 und teilweise erst ab 1945 zur Sowjetunion gehörte, hatte das Ukrainische stets eine viel stärkere Position, deshalb wurde dort nur selten Surschyk gesprochen.
Bereits ab Mitte des 17. Jahrhunderts gab es in der heutigen Ukraine eine gemischte Form der ukrainisch-russischen Rede. Suržyk ist jedoch keine Fortsetzung dieser frühen Form des Mischens.

## Beispiele
| Ukrainisch                                                                  | Surschyk                                                               | Russisch                                                                   | Deutsch                                             |
| Вiн прийде о першiй годинi. (Vin pryjde o peršij hodyni.)                   | Вiн приiде в час дня. (Vin pryjde v čas dnja.)                         | Он придёт в час дня. (On pridёt v čas dnja.)                               | Er kommt um ein Uhr.                                |
| Ми працюємо нещоднини, а щогодини. (My pracjujemo neščodnyny, a ščohodyny.) | Ми робимо не по дням, а по часам. (My robymo ne po dnjam, a po časam.) | Мы работаем не по дням, а по часам. (My rabotaem ne po dnjam, a po časam.) | Wir arbeiten nicht tageweise, sondern stundenweise. |

 Quelle 

## Tabuisierung
Zu Zeiten der Sowjetunion war der Surschyk nicht Gegenstand wissenschaftlicher Forschungen, sondern wurde allenfalls vereinzelt als Phänomen des Sprachkontakts erwähnt. Nach der Unabhängigkeit der Ukraine galt er als ein Phänomen, das es zu bekämpfen galt.

## Neueste Entwicklung
Seit der Unabhängigkeit der Ukraine geht der klassische Surschyk in der Ostukraine zurück, weil die Verwendung des Ukrainischen vom Staat gefördert wird. Auf der anderen Seite treten nun dem Surschyk vergleichbare Phänomene auch in der Westukraine, vor allem in der Stadtsprache von Lwiw, auf.